# 葵ホテル
葵ホテル（あおいホテル）は、かつて静岡県静岡市葵区西草深に存在したホテル。
最後の江戸幕府将軍・徳川慶喜が静岡を去った後に残った邸宅を買い上げてホテルとしたものである。1900年（明治33年）11月25日に開業したが、1905年（明治38年）11月8日に火災により焼失した。

## 沿革
- 1888年（明治21年）3月6日 - 徳川慶喜が静岡市紺屋町の邸宅（現在の浮月楼）から静岡市西草深に転居。
- 1897年（明治30年）11月19日 - 徳川慶喜が現在の東京都豊島区巣鴨に転居。
- 1900年（明治33年）11月25日 - 葵ホテル開業[1]。
- 1901年（明治34年）10月1日 - ロバート・エンバーソン宣教師、静岡市に赴任[3]。
- 1904年（明治37年）
  - 2月8日 - 日露戦争開戦。
  - 4月1日 - 徳川慶喜邸跡地の一角に宣教師館（後の旧エンバーソン邸）が完成。エンバーソン入居[4]。
  - 11月20日 - ロシア人捕虜収容所として陸軍省に借り上げられ、捕虜120人が収容される[2]。エンバーソンも彼らの世話を務めた[5]。
- 1905年（明治38年）
  - 9月5日 - 日露戦争終了。
  - 11月8日 - 午前0時40分に倉庫より出火し、午前2時頃鎮火。倉庫及び本宅を焼失。宣教師館は焼失を免れる[2]。

## 逸話

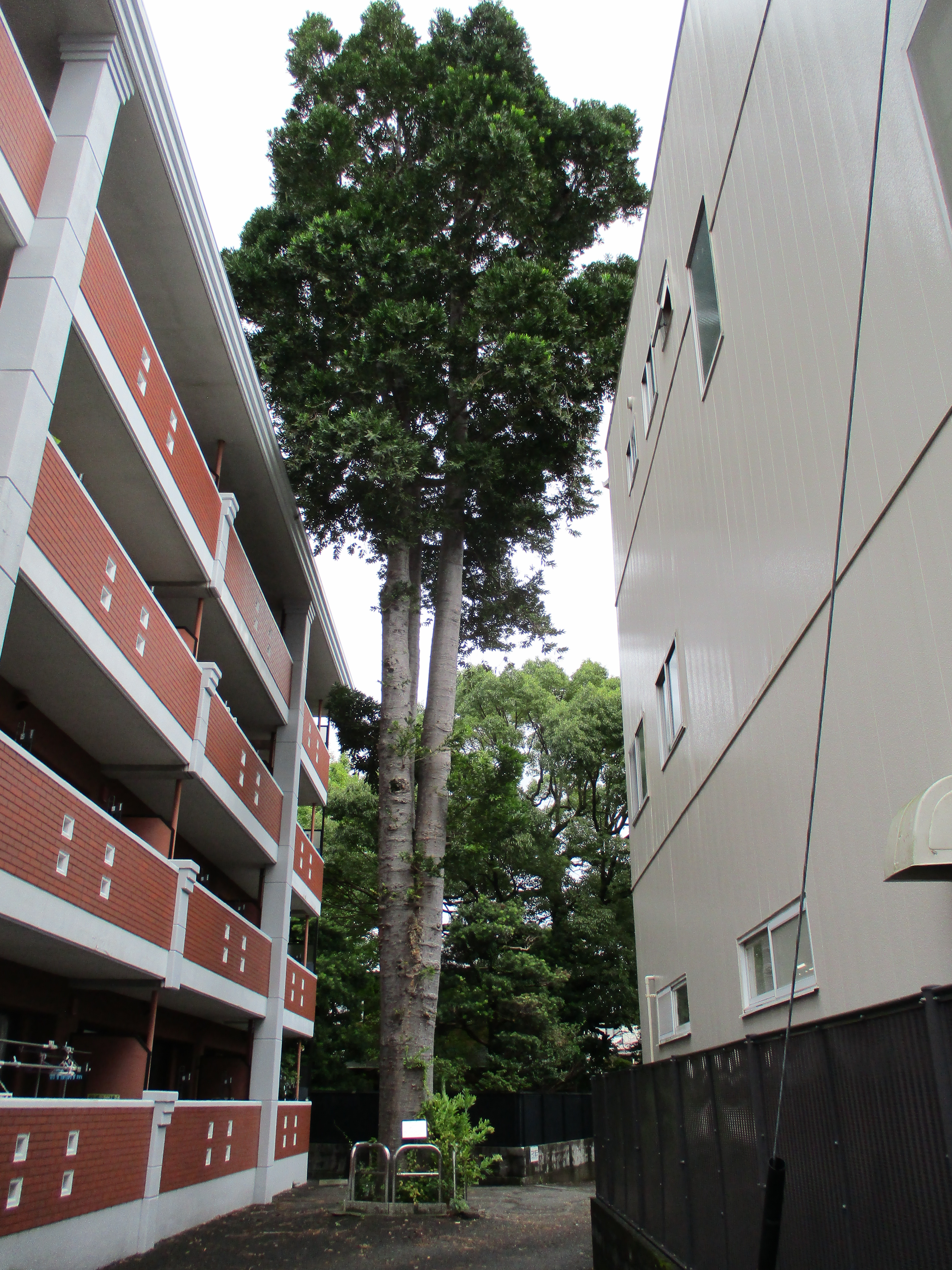
マンション『アガティス西草深』に生えているアガティス

薩摩藩からアガティスの木が寄進され、徳川慶喜の紺屋町の邸宅に植えられた。このアガティスの木は引っ越しに伴い西草深の邸宅に植え替えられ、葵ホテルの全焼後ホテル経営に携わっていた安池家に引き取られた。現在は同家の所有するマンション『アガティス西草深』のシンボルとして今も葉を繁らせている。アガティスは幕末の頃オランダ人が長崎に持ち込んだものであり、長崎市出島町に植えられたものは現在は県指定天然記念物として保護されている。アガティスは本来熱帯の植物であり、静岡のような場所で育つのは大変珍しい。